# The Ritual
The Ritual (conocida como Exorcismo: El ritual en Hispanoamérica) es una película de terror estadounidense de 2025 dirigida y coescrita por David Midell. Basada en una historia real, sigue a los sacerdotes Theophilus Riesinger (Al Pacino) y Joseph Steiger (Dan Stevens) mientras intentan dejar de lado sus diferencias para salvar a Emma Schmidt (Abigail Cowen), una joven presuntamente poseída, mediante una serie de peligrosos exorcismos. XYZ Films estrenó el filme el 6 de junio de 2025.

## Argumento
El padre Theophilus Riesinger y el padre Joseph Steiger, el primero luchando con su fe y el segundo lidiando con su pasado, trabajan juntos para completar una serie de exorcismos sobre Emma Schmidt, una joven que está experimentando posesión demoníaca.

## Reparto
- Al Pacino como Padre Theophilus Riesinger
- Dan Stevens como Padre Joseph Steiger
- Ashley Greene como Hermana Rose
- Patricia Heaton como Madre Superiora
- Abigail Cowen como Emma Schmidt
- Ritchie Montgomery como Chester
- María Camila Giraldo como Hermana Camila
- Emily Brinks como Betty
- Enrico Natale como Dr. Fabian
- Liann Pattison como Hermana Antonella
- Courtney Rae Allen como Hermana Mary Joseph

## Producción
En julio de 2023, Al Pacino y Ben Foster firmaron para protagonizar la película. En enero de 2024, comenzó el rodaje en Natchez (Mississippi). Tres meses después se reveló que Foster había abandonado la producción y que Dan Stevens lo había reemplazado. La película está inspirada en el libro de 1935, Begone Satan!.

## Estreno
The Ritual se estrenó en Estados Unidos el 6 de junio de 2025 con distribución mundial a cargo de XYZ Films. Originalmente su estreno estaba previsto para el 18 de abril de 2025. La película se estrenó en el Reino Unido e Irlanda el 30 de mayo de 2025.

## Recepción
En el sitio web recopilador de reseñas Rotten Tomatoes, el 9 % de las 75 reseñas de los críticos son positivas. El consenso del sitio web dice: «The Ritual supuestamente presenta un suceso ocultista real, pero lo más blasfemo puede ser que desperdicie el talento de Al Pacino en una historia llena de clichés y una ejecución sin inspiración». Metacritic, que utiliza una media ponderada, le asignó a la película una puntuación de 33 sobre 100, basándose en 12 reseñas, lo que indica críticas «desfavorables en general».